# Annemarie Buchner
Annemarie Buchner, coneguda popularment com a Mirl Buchner, (Ettal, districte de Garmisch-Partenkirchen, Alemanya 16 de febrer de 1924 - 9 de novembre de 2014) fou una esquiadora que destacà en els Jocs Olímpics d'Hivern de 1952 guanyant tres medalles olímpiques.

## Biografia
Va néixer el 16 de febrer de 1924 a la ciutat de Garmisch-Partenkirchen, població situada a l'estat de Baviera, i que en aquells moments formava part de la República de Weimar i que avui en dia forma part d'Alemanya. Va morir el 9 de novembre de 2014.

## Carrera esportiva
Entre 1944 i 1949 va guanyar cinc títols nacionals en descens, combinació alpina i eslàlom.
Va participar en els Jocs Olímpics d'Hivern de 1952 disputats a Oslo (Noruega), on aconseguí guanyar tres medalles olímpiques en la modalitat d'esquí alpí. Aconseguí guanyar la medalla de plata en la categoria de descens i la medalla de bronze en les categories d'eslàlom i eslàlom gegant. Les medalles aconseguides en aquests Jocs són vàlides per al Campionat del Món d'esquí alpí.
Tornà a participar en els Jocs Olímpics d'Hivern de 1956 celebrats a Cortina d'Ampezzo (Itàlia) en aquestes mateixes disciplines, si bé no aconseguí cap bon resultat.
L'any 1948 va ser escollida esportista de l'any. Després de retirar-se, va dirigir una botiga d'esports a la seva ciutat natal.